# Anoka County
Anoka County är ett administrativt område i delstaten Minnesota i USA. År 2010 hade countyt 330 844 invånare. Den administrativa huvudorten (county seat) är Anoka. Anoka County utgör den norra delen av Minneapolis-Saint Paul-regionen.

## Politik
Anoka County har röstat för den republikanska kandidaten i samtliga presidentval under 2000-talet (sedan valet 2000).

## Geografi
Enligt United States Census Bureau har countyt en total area på 1 156 km². 1 097 km² av den arean är land och 59 km² är vatten. Rum River, en biflod till Mississippifloden, löper genom countyt.

### Angränsande countyn
- Isanti County - nord
- Chisago County - nordost
- Washington County - sydost
- Ramsey County - sydost
- Hennepin County - sydväst
- Sherburne County - nordväst

## Städer och övriga orter
- Andover
- Anoka
- Bethel
- Blaine
- Centerville
- Circle Pines
- Columbia Heights
- Columbus
- Coon Rapids
- East Bethel
- Fridley
- Ham Lake
- Hilltop
- Lexington
- Lino Lakes
- Nowthen
- Oak Grove
- Ramsey
- St. Francis
- Spring Lake Park